# Златомир Златанов
Златомир Борисов Златанов е български поет, есеист, белетрист и драматург.

## Биография
Роден е на 9 октомври 1953 г. в с. Слатина, Ловешко. Завършва прочутата Немска езикова гимназия в Ловеч през 1972 г. Сред първите автори, оказали влияние върху него, са Роберт Музил, Томас Стърнз Елиът, Джеймс Джойс. Германската литература и философия също е ключова за формирането му като автор. Като ученик публикува в списание „Родна реч“, като дебютира със стихове през 1970 г. Превръща се в един от най-активните сътрудници на изданието, като участва в творческите му семинари.
След като отбива военната си служба, завършва Журналистика в Софийския държавен университет през 1979 г. За около година и половина работи в Плевен като управител в киното. След като се завръща в София, публикува в списанията „Пламък“ и „Септември“, алманах „Юг“, вестниците „Пулс“ и „Народна младеж". Поканен е от Иван Тренев и Людмила Исаева за издаване на дебютна стихосбирка в изд. „Български писател“. През това време все повече се увлича по белетирстиката и дебютната му книга с две новели „Входът на пустинята“ излиза преди първата му стихосбирка „Нощни плажове“. И двете заглавия го утвърждават като автор.
От 1983 до 1992 г. е редактор в списание „Родна реч“. След 1992 г. – предимно писател на свободна практика. Главен редактор на органа на Министерството на образованието вестник „Аз Буки“ (2002 – 2009). Работил е също като строител и продавач на вестници (през 90-те години).
Член на Съюза на българските писатели (до 1992 г.) и на Сдружението на български писатели (след 1994 г.).
Член на журито на наградата „Хеликон“ през 2009 г. През 2019 г. получава наградата „Орфей“ за цялостно творчество. През 2021 г. портал „Култура“ му връчва специална награда за цялостно творчество.
Автор на разкази, романи, есета, стихосбирки, пиеси (както и на радиопиеси). Превеждан е на немски, чешки, руски, македонски и испански език.
Има един син.

## Творчество
Стихосбирката „Нощни плажове“ е повлияна от поезията на гръцкия нобелист Георгиос Сеферис и от тази на Т. С. Елиът. Двете новели във „Входа към пустинята“, повлияни от романите на Патрик Модиано, дават най-кристален и мрачен портрет на Епохата на застоя или т.нар. Зрял социализъм.
Втората стихосбирка на Златанов „Палинодии“ (1989) се смята за първата открито постмодерна поетична книга в България. Филмът „Екзитус“ (1989) по едноименната новела е сред най-представителните български филми от епохата на Преустройството.
Постмодерният роман „Храмови сънища“, стъпил върху романите на Джеймс Джойс, разказва за български учен от БАН, който се захваща с изследването на западен класик на модернизма, преминал в един момент около Първата световна война през България. Ученият е вербуван от Държавна сигурност. Романът „Японецът и потокът“ разказва за това как един хуманитарий (в случая филолог) се превръща в тартор на организираната престъпност. Един от сериозните опити на българската проза да осмисли Прехода и ролята на т.нар. „мутри“.
Третата стихосбирка на автора „На острова на копрофилите“ (1997) е определяна като „модерна версия на Пенчо-Славейковия Остров на блажените, без да престава да бъде поредната великолепна книга на своя автор“, като преобръща утопията, представена от Славейков, в картина на тогавашната действителност.
В началото на новия век творчеството му се насочва предимно към философската есеистика и идеите на Жак Лакан и Ален Бадиу.

### Поезия
- „Нощни плажове“ (1983, 2004; стихотворения)[10],
- „Палинодии“ (1989, 2002; стихотворения)[11],
- „На острова на копрофилите“ (1997, стихотворения),
- „Ектения“ (2012, поема)[12],
- „Лимитрофии“ (2024, стихотворения и поеми)[13][14][15].

### Белетристика
- „Входът на пустинята“ (1982, новели),
- „Невинни чудовища“ (1985, новели),
- „Храмови сънища“ (1992, роман)[16][17],
- „Японецът и потокът“ (1993, роман)[18][19],
- „Пола“ (2001, роман)[20],
- „Лаканиански мрежи“ (2005, блогороман).

### Есета и публицистика
- „Езикът и неговата сянка“ (1996, есета),
- „Протоколи за другия“ (2002, есета)[21], [22],
- „Отвъд травма и революция“ (2007, публицистика),
- „Ален Бадиу или упорството на нелогичните светове“ (2008, публицистика),
- „Що значи тая маска“ (2009, студия върху П. Кр. Яворов)[23].
- „Книга за (не)българския народ“ (2019 като електронна публикация, 2022 второ издание на хартия)[24][25]

### Драматургия
- Никой не знае защо (2021, събрани пиеси)[26]

### Сборници
- „Хетерографии“ (2003, антология, съдържаща стихотворения, белетристика и есета; послеслов от Светлозар Игов)

## Филмография
- Екзитус (1989, режисьор Красимир Крумов Грец, сценаристи Красимир Крумов Грец и Златомир Златанов, по едноименната повест на Златомир Златанов от 1982 г.)[27]

## Признание и награди
Носител на няколко литературни награди, между които:
- Националната литературна награда „Владимир Башев“ (1983), [28]
- наградата на името на Александър Геров (1997),
- Националната награда за поезия „Иван Николов“ (1998 – за стихосбирката „На острова на копрофилите“),
- Наградата „Дъбът на Пенчо“ (2007 – за цялостно творчество).
- Наградата „Орфей“ (2019 – за цялостно творчество)

На 9 октомври 2013 година департамент Нова българистика към Нов български университет в партньорство с Института за литература при БАН организира Национална научна конференция в чест на 60-годишнината на Златомир Златанов.